# Zmiennica
Zmiennica – wieś w Polsce położona w województwie podkarpackim, w powiecie brzozowskim, w gminie Brzozów.
Miejscowość jest siedzibą rzymskokatolickiej parafii Trójcy Przenajświętszej.
W latach 1975–1998 miejscowość administracyjnie należała do województwa krośnieńskiego. Historycznie położona w Rusi Czerwonej (ziemia sanocka) i w dawnym województwie ruskim.

## Części wsi
| SIMC    | Nazwa          | Rodzaj    |
| ------- | -------------- | --------- |
| 0346224 | Bukowskie Góry | część wsi |
| 0346230 | Dół            | część wsi |
| 0346247 | Góra           | część wsi |
| 0346253 | Góry           | część wsi |
| 0346260 | Łazy           | część wsi |
| 0346276 | Poręby         | część wsi |
| 0346282 | Wola           | część wsi |

## Historia
Pierwsza wzmianka o wsi pochodzi z XV w. W 1514 r. Hieronim Bobola – syn Jana ze Strachociny kupił Zmiennicę. Miał on trzech synów: Andrzeja proboszcza w Dubiecku, Jana, i Wojciecha. Zmiennicę odziedziczył Jan Bobola (zm. 1635) syn Hieronima Boboli. 7 lutego 1616 roku jego matka Katarzyna zrzekła się swych praw do własności ziemskich na rzecz syna Jana, który w dzierżawę otrzymał też Krościenko Wyżne. W XVII wieku wieś zostaje trzykrotnie zniszczona: w 1624 roku przez Tatarów, w 1655 przez Szwedów, a w 1657 przez wojska Rakoczego.
Zmiennica wraz z dawną ziemią sanocką w latach 1772–1774 należała do obwodu czerwonoruskiego. Bardzo uciążliwa dla chłopów w tamtym czasie była obowiązkowa służba wojskowa i obciążenia świadczone dla wojska. Służba wojskowa-z której byli zwolnieni szlachta i duchowieństwo- obejmowała każdego mężczyznę w wieku od 18–29 lat i trwała w zależności od przydziału 10–14 lat. W tamtych czasach wieś trawiły dwie klęski- głodu i pożarów.
22 kwietnia 1848 zniesiona zostaje pańszczyzna. Zmiennica jako wieś miała typowo rolniczy charakter, przy czym przeważały liczebnie gospodarstwa małorolne (hortulanus – zagrodnik). Zarówno ciężka sytuacja gospodarcza, jak i stosunki polityczne przyczyniły się do nędzy galicyjskiej. Uwłaszczeni chłopi nie posiadali zdolności prawidłowego zarządzania swoją nowo-nabytą ziemią. Skutkowało to zaciąganiem długów u lichwiarzy. Sytuacja znacząco się zmieniła w 1901 roku, kiedy to w pobliskim Jasionowie powstała Kasa Stefczyka.
W połowie XIX wieku właścicielem posiadłości tabularnej Zmiennica był Franciszek Zaremba. W XIX wieku wieś była własnością Zarębów, Czerwińskich i Ginwill-Piotrowskich, aż do reformy rolnej(ostatni właściciel – Zygmunt Ginwill-Piotrowski). Dwór został spalony w 1914 r. Zachował się park z pierwszej połowy XIX wieku, o charakterze krajobrazowym, ze stawem i śladami alei. Zachował się także budynek, w którym są fragmenty polichromii neogotyckiej. W tym samym okresie zbudowany został spichlerz neogotycki, murowany z kamienia i cegły, potynkowany, trójkondygnacyjny, na rzucie prostokąta z pierwszej połowy XIX wieku i kapliczka św. Jana Nepomucena.
w 1926 roku funkcjonowała tu 1-klasowa wiejska szkoła powszechna.
W 1981 r. przeniesiono tu drewniany obiekt sakralny z pierwszej połowy XIX wieku z Jasionowa. Wraz z kościołem przeniesiono także płytę nagrobną A.D.E. Wzdowskiego z 1539 roku.

## Zabytki

Wiejski pejzaż
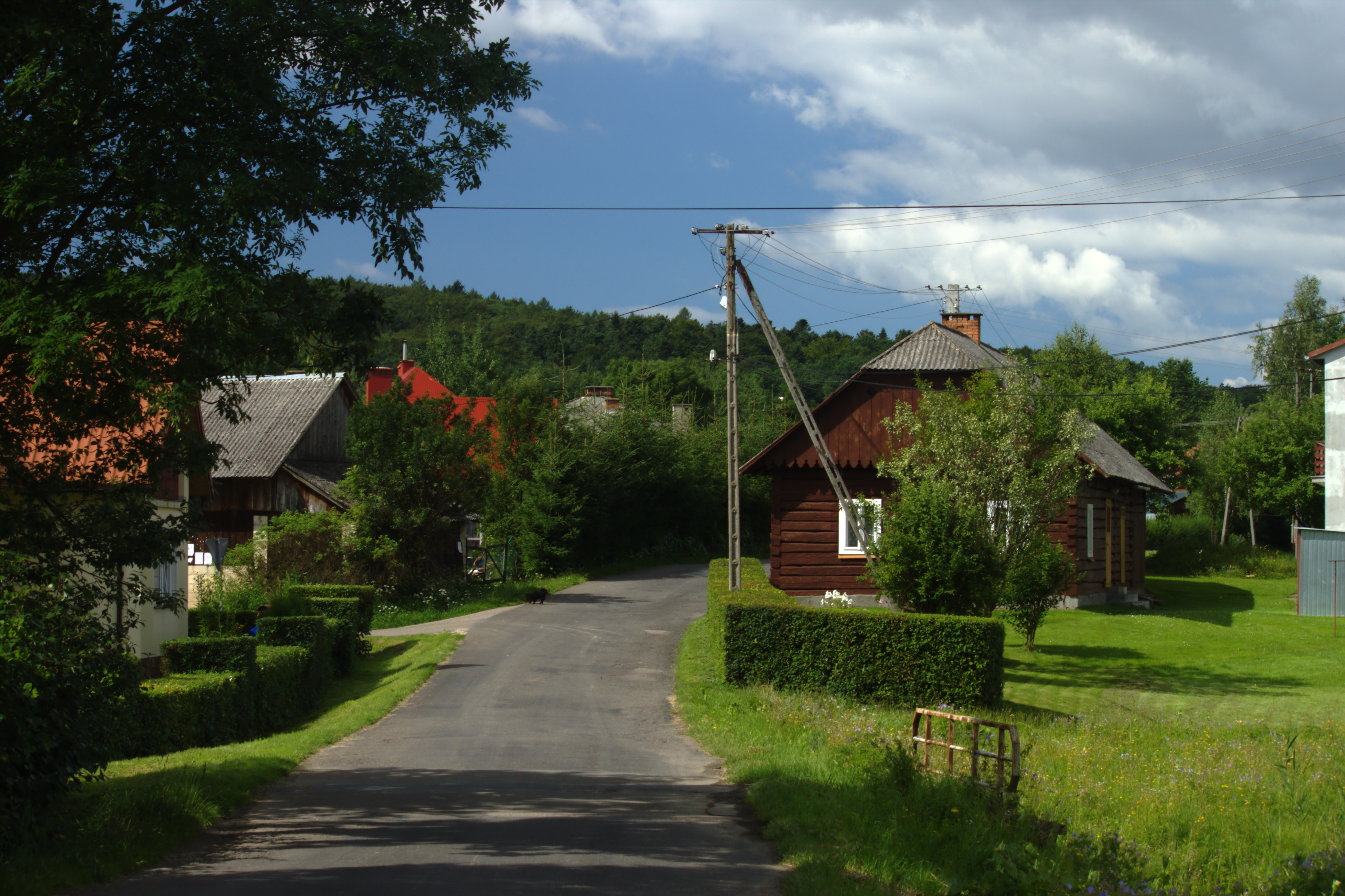
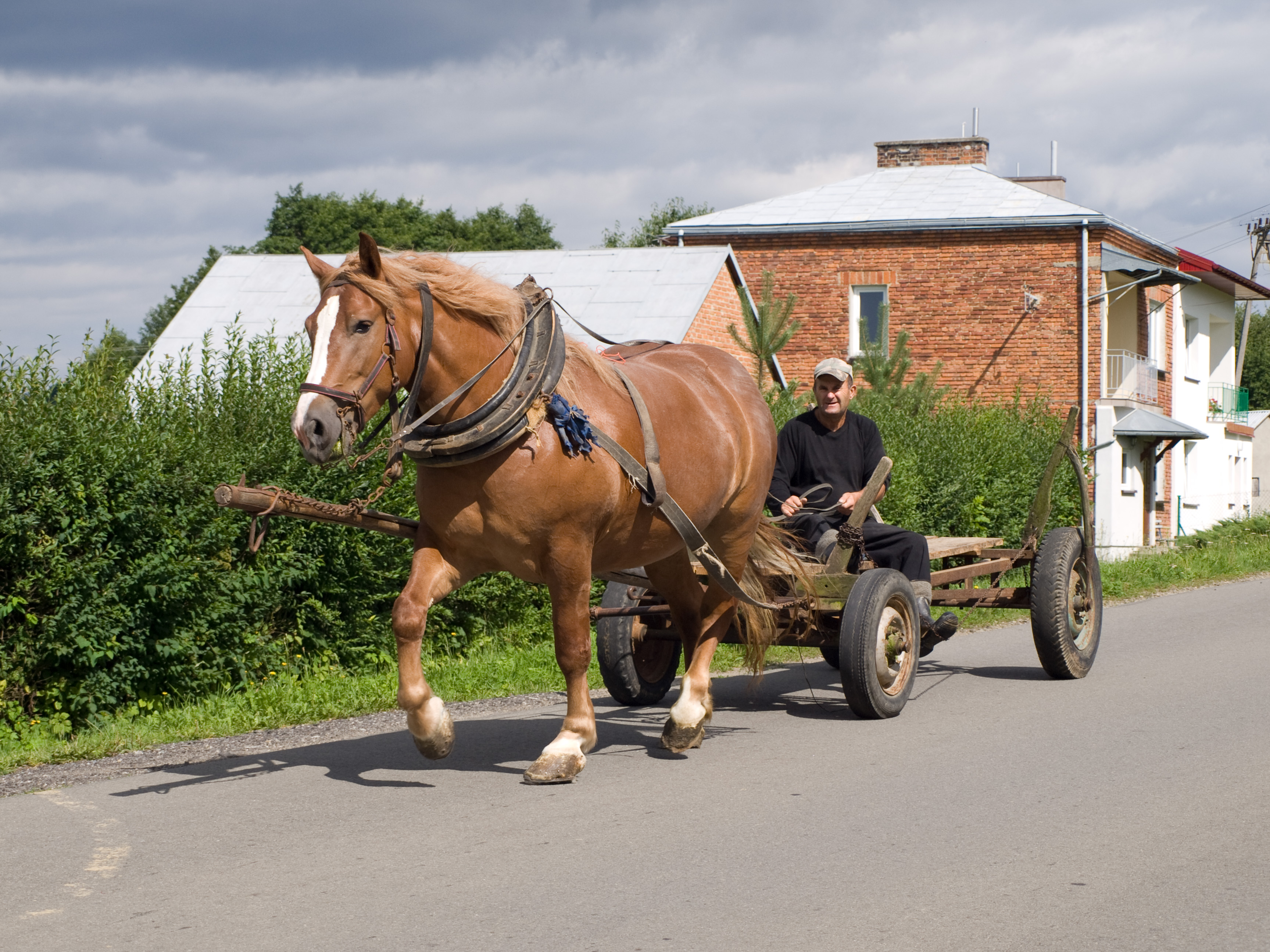
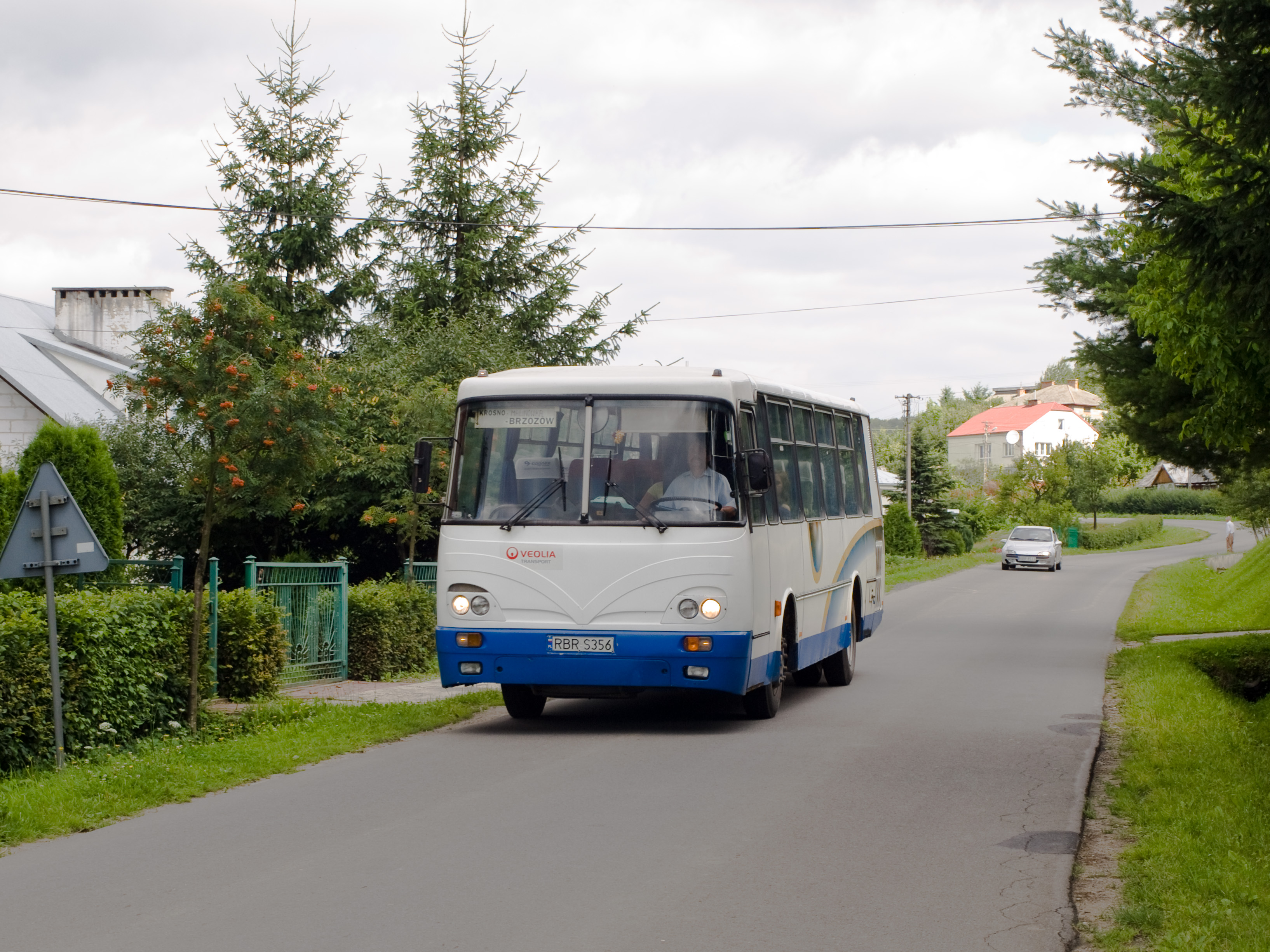

Wykaz zabytków nieruchomych wpisanych do rejestru zabytków Narodowego Instytutu Dziedzictwa:
- drewniany kościół parafialny z 1810 r., nr rej.: A-139 z 22.03.1989 – przeniesiony z Jasionowa, dawny kościół św. Katarzyny – obecnie pw. Trójcy Świętej (zob. Parafia Trójcy Przenajświętszej w Zmiennicy)
- spichlerz dworski z 1. ćw. XIX w., nr rej.: A-777 z 1.10.1974 r.
- park dworski, jw.
- zabytkowa płyta nagrobna z 1539

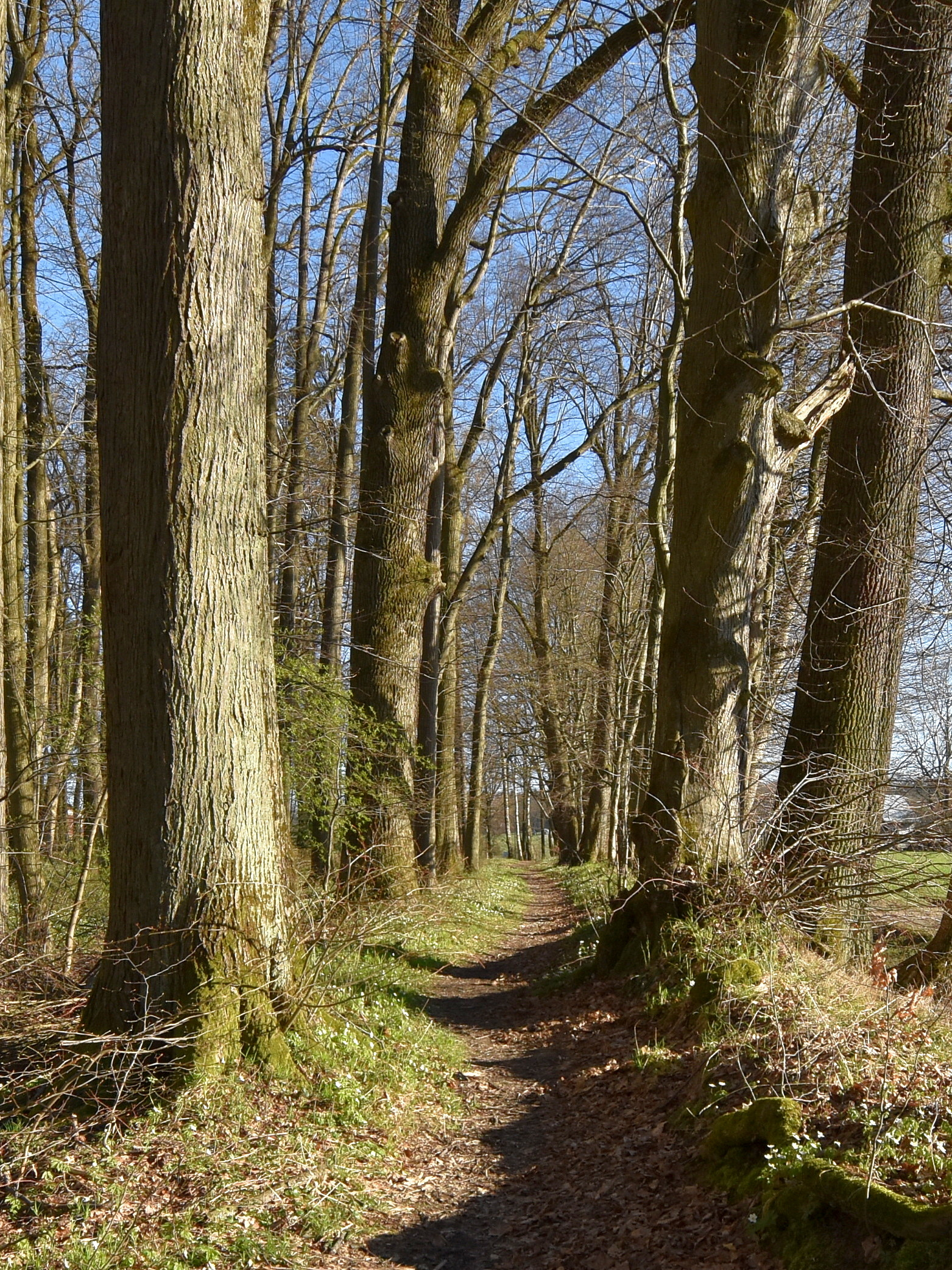
Park podworski
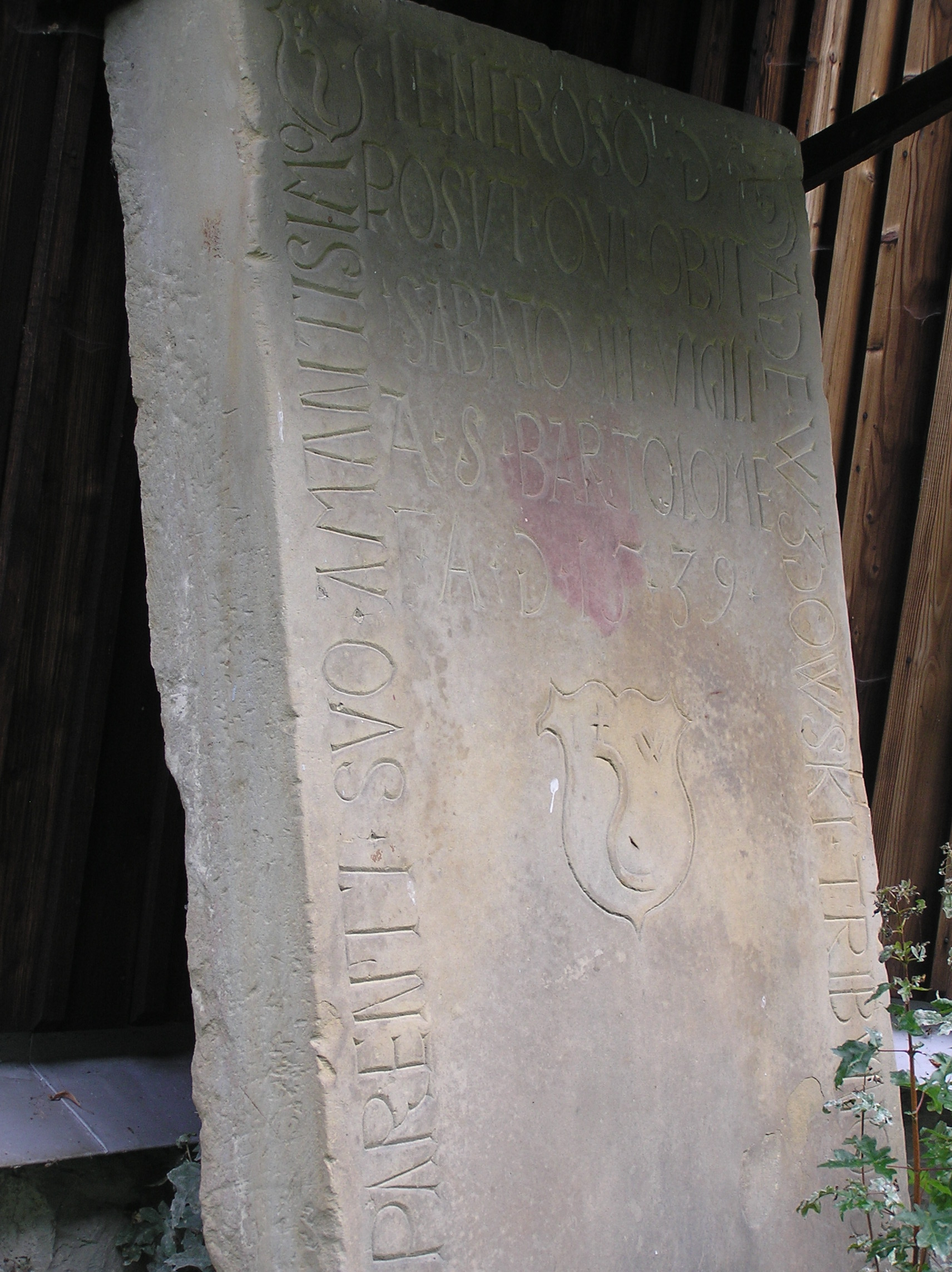
Nagrobek A.D.E. Wzdowskiego
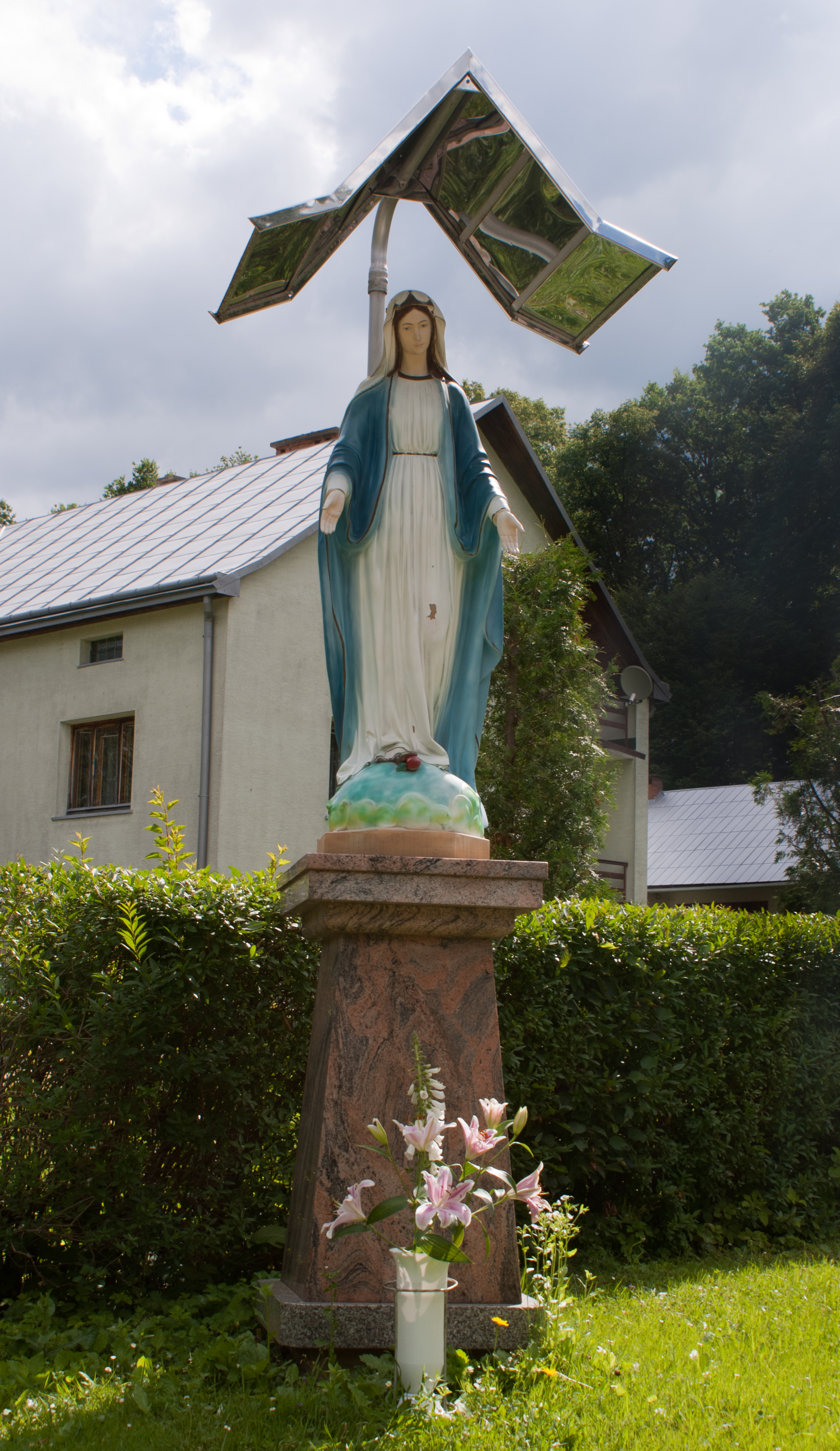
Kapliczka przykościelna
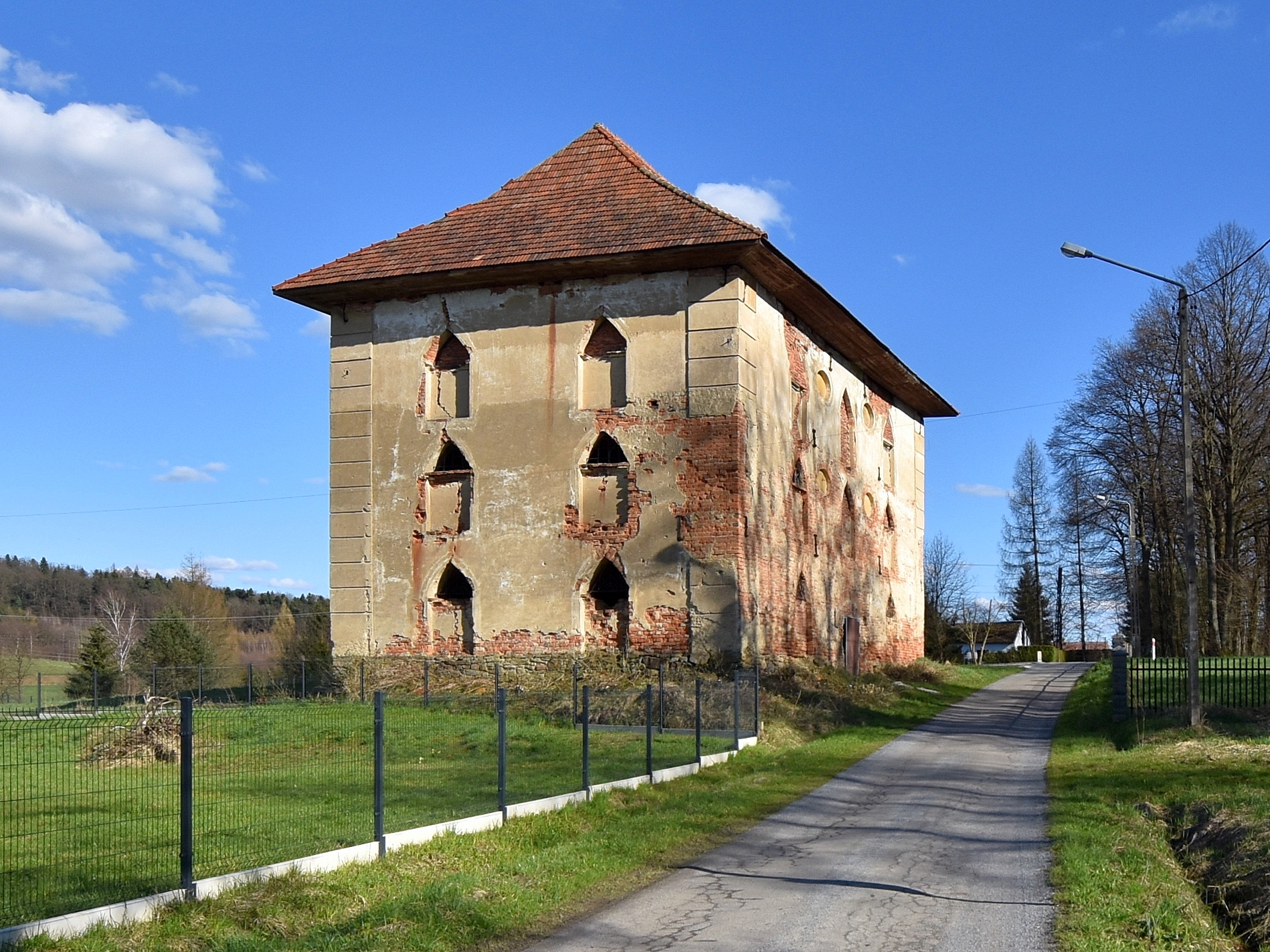
Spichlerz podworski
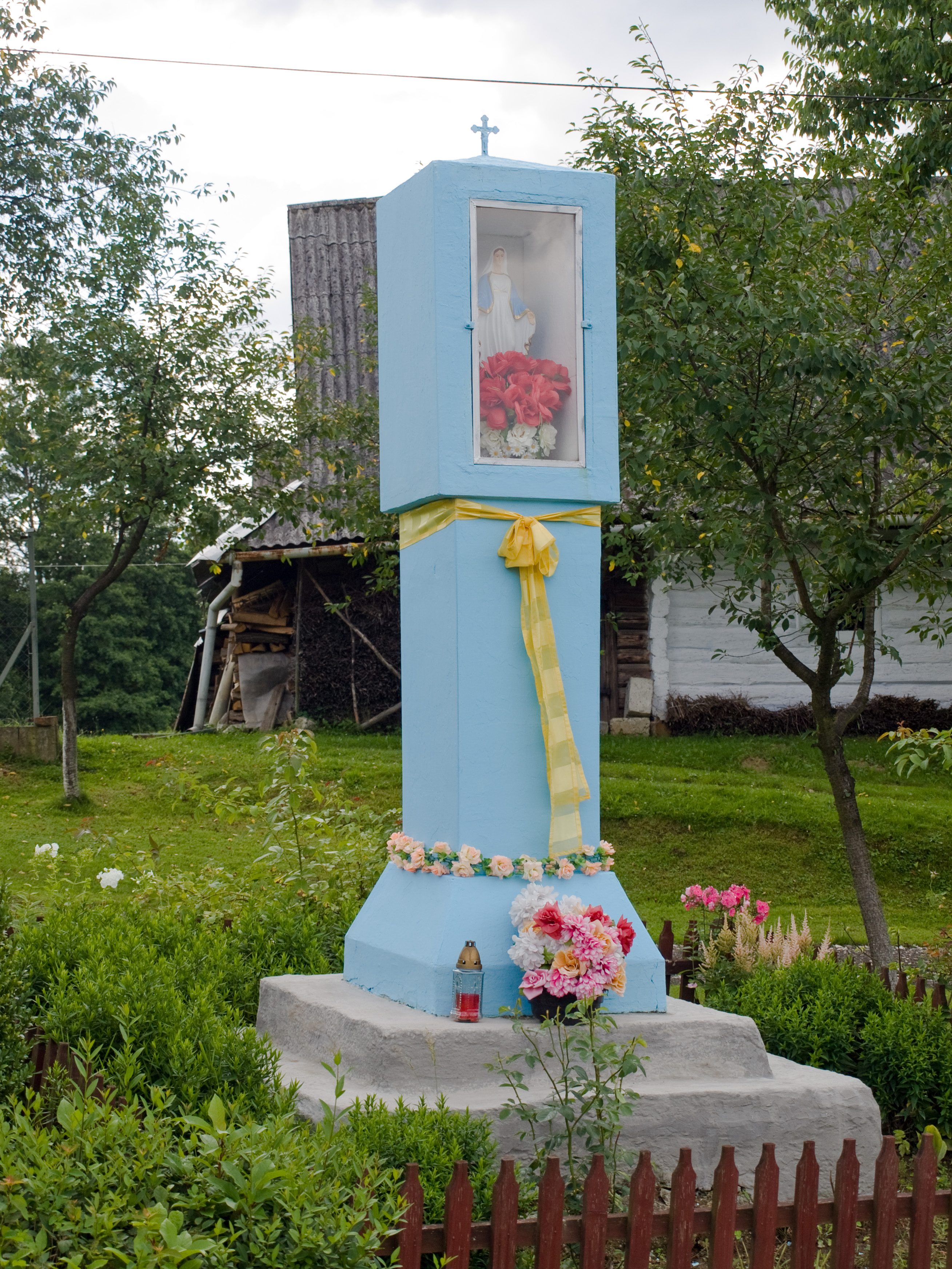
Kapliczka przydrożna

- Wiejski pejzaż